# Crossandra humbertii
Crossandra humbertii är en akantusväxtart som beskrevs av Raymond Benoist. Crossandra humbertii ingår i släktet Crossandra och familjen akantusväxter. Inga underarter finns listade i Catalogue of Life.